# Gunnar Hahn
Gunnar Arvid Hahn, född 16 mars 1908 i Hedvig Eleonora församling, Stockholm, död 9 april 2001 i Solna församling, Stockholms län, var en svensk pianist,  dragspelare, kompositör och arrangör. 

## Biografi
Hahn genomgick musikutbildning på Stockholms musikkonservatorium 1927–1930, tog organistexamen 1930, bedrev pianostudier för Simon Barer 1930–1932 och debuterade samma år som pianist i Stockholm. Han använde sig mycket av folkmusik och folkdanser. Han utgick från Svenska låtar och arrangerade musiken för kvartett, sextett och Gunnar Hahns folkdansorkester. 
Under 1950-talet hördes hans musik mycket ofta i radion, och han präglade den dåtida uppfattningen om hur folkmusik ska låta. Han var anställd som producent i Rikskonserter, föreläste om musik, drev projektet "Musik för alla" med flera utåtriktade aktiviteter.
Hahn var också aktiv i många av musikernas organisationer.
Hahn omnämns i Povel Ramels Birth of the gammeldans från revyn På avigan (1966): ...och på sin flöjt en gubbe drillar liksom Pan; se goddag, Gunnar Hahn!
Han var son till skräddarmästare Arvid Hahn och Jenny Hahn, född Dahlin. Han var gift från 1943 till hennes död 1946 med Ulla Billquist och från 1950 med Elsa Karolina Hahn, född Ekström 1920. Han är far till Sverker Gunnar Hahn, född 1951, och Robert Hahn, född 1954.

## Priser och utmärkelser
- 1978 – Hugo Alfvénpriset
- 1983 – Medaljen för tonkonstens främjande
- 1992 – Musikföreningens i Stockholm stipendium

## Filmmusik
- 1959 – För katten
- 1961 – Gäst hos verkligheten (TV)
- 1997 – En frusen dröm

## Musikarrangör
- 1959 – För katten
- 1960 – Det var en gång